# Ateles geoffroyi grisescens
O macaco-aranha-de-capuz é uma subespécie de Ateles geoffroyi endêmico do Panamá.